# Девън Аоки
Девън Аоки (на английски: Devon Aoki) е американски топмодел и актриса.

## Биография и творчество
Девън Аоки е родена на 10 август 1982 в Ню Йорк. Баща ѝ Роки Аоки е от японски произход и е бивш борец и основател на веригата японски ресторанти Бенихана. Майка ѝ Памела Хилбургер е от смесен германско-английски произход и е дизайнер на бижута.
До 9-ата си година Аоки живее в Ню Йорк, после отива в Малибу, а по-късно – в Лондон, където живее и днес с майка си и втория си баща. Въпреки че е отлична ученичка, Аоки решава да не постъпва в колеж, а да се отдаде на работата и пътуванията.
Директор по кастинг я открива на концерт на Рейнсид в Ню Йорк, където тя успява да се промъкне без билет. На 13-годишна възраст започва да работи като модел. Същата година се запознава с Кейт Мос, която я взима под своето крило. През 1998 г. Аоки заменя Наоми Кембъл като лице на Версаче. Въпреки ниския си ръст – едва 165 см, тя се налага не само като модел за рекламни снимки, но и на модния подиум. Заради външния си вид – нисък ръст, силно изразени устни и сурово изражение, обсипано с лунички, професионалистите я наричат „пънк-нимфата“. Освен за Версаче, Аоки работи и за Ланком и Шанел. Също така участва в рекламни кампании на Chanel Ready to Wear, Chanel Couture by Karl Lagerfeld, Versace by Steven Meisel, YSL by Juergen Teller, Alessandro Del Aqua, Hugo Boss, Moschino, Ungaro, Fendi, Junko Shimada by Bettina Kimenda и Baby Phat by Kimora Lee Simmons.
В началото на кариерата си Девън Аоки се снима в няколко музикални клипа, включително Electric Barbarella на Дюран Дюран, Kowalski на Праймъл Скрийм (в този клип участва и Кейт Мос), Something About the Way You Look Tonight на Елтън Джон, In Those Jeans на Джинюуайн и, по-късно, Act a Fool на Лудакрис и Bones на Дъ Килърс.
Големият и ̀пробив в киното е с филма Бързи и яростни 2.

## Филмография
- Death of a Dynasty (2003)
- Бързи и яростни 2 (2003)
- Д.Е.Б.С. Момичета шпиони (2004)
- Град на греха (2005)
- Friendly Fire (2006)
- Жив или мъртъв (2006)
- Зуум: Академия за супергерои (2006)
- Единакът (2007)
- Mutant Chronicles (2008)
- Rosencrantz and Guildenstern are Undead (2009)
- Град на греха 2 (2010)